# O.k. (phim)
o.k., đôi khi được gọi là O.K., là một bộ phim phản chiến của Tây Đức sản xuất năm 1970, biên kịch và đạo diễn bởi Michael Verhoeven. Phim được chọn là ứng cử chính thức của Tây Đức đến Giải Oscar lần thứ 43 cho hạng mục Phim nói tiếng nước ngoài xuất sắc, nhưng không được đề cử nào. Bộ phim cũng tham dự Liên hoan phim quốc tế Berlin lần thứ 20, tuy nhiên, sự kiện này đã bị hủy bỏ và không có giải thưởng nào được trao, do tranh cãi xung quanh chính bộ phim.
Câu chuyện lấy bối cảnh trong một khu rừng ở Bavarian và tái hiện Sự cố đồi 192 năm 1966 trong cuộc chiến tranh Việt Nam. Những người lính mặc quân phục Hoa Kỳ, sử dụng tên thật nhưng nói với chất giọng Bavarian. Đối với bộ phim có kinh phí rất nhỏ này với sự cố tình coi thường chủ nghĩa hiện thực, đã tạo ra Hiệu quả gián cách Brechtian.

## Nội dung
Bốn nhân viên cứu hỏa Hoa Kỳ đi tuần tra ngang qua một cô gái trẻ người Việt Nam và sau đó bắt cóc, tra tấn rồi giết cô. Chỉ có một người lính từ chối tham gia và đã tố cáo sự việc lên cấp trên, những kẻ đã chối bỏ sự việc, coi nó như một sự cố bình thường trong chiến tranh. Người lính này phải sống trong sợ hãi, cuối cùng những đồng đội kia đã phải trả giá, bị kết án nhưng rồi những bản án cũng được giảm dần theo những lần kháng cáo của họ.

## Diễn viên
- Gustl Bayrhammer - Đội trưởng Vorst
- Hartmut Becker - Hạ sĩ Ralph Clarke
- Senta Berger - chính mình
- Hanna Burgwitz - Josefine
- Rolf Castell - Trung úy Reilly
- Wolfgang Fischer - Binh nhì Rafe
- Eva Mattes - Phan Thi Mao
- Ewald Precht - Binh nhì Soldier Diaz
- Michael Verhoeven - Binh nhì Sven Eriksson
- Friedrich von Thun - Trung sĩ Tony Meserve
- Rolf Zacher - Rowan
- Peter Brandt - Curley

## Sản xuất
Năm 1969, Michael Verhoeven từng làm một phim ngắn với tựa đề TISCHE, nói về quá trình đàm phán sơ bộ về hòa bình của Việt Nam tại Paris. Bộ phim dành được một số giải thưởng quốc tế, nhưng bộ phim không được khán giả chú ý đến.

### Lên ý tưởng
"O.k." ban đầu là là sản phẩm kịch phong cách Brechtian với tựa đề Massaker (Những kẻ sát nhân) do Verhoeven soạn, dựa theo bài viết trên tạp chí Der Spiegel năm 1969 ở Đức. Bài viết nói về năm lính Mĩ tham chiến tại miền Nam Việt Nam đã bắt cóc, hãm hiếp và giết một cô gái trẻ tên "Mao".
Thời gian này Verhoeven có hợp đồng làm hai bộ phim cho hãng Rob Houwer Film Production, khi chưa tìm được kịch bản ưng ý, Verhoeven đã giới thiệu vở kịch Massaker cho Houwer và được chấp nhận chuyển thể. Dự định bộ phim này sẽ là phương pháp ngắn nhất bộc lộ bản chất cuộc chiến của Mĩ tại Việt Nam. Đây cũng là cách đạo diễn kiểm chứng phản ứng của các tầng lớp người Đức về Chiến tranh Việt Nam.

### Bấm máy
Bộ phim được quay vào tháng 3 năm 1970, trường quay là một trang trại ngựa nơi có nền đất tương tự đất rừng. Igor Luther là nhà quay phim, Verhoeven là đạo diễn và cũng đảm nhận vai Erickson, người lính đã tách khỏi nhóm và báo cáo các sự kiện cho đại úy của mình. Những người Bavaria như Hartmut Becker, Friedrich von Thun, Wolfgang Fischer, và Ewald Prechtl đã đóng vai những người lính Mỹ còn lại. Nam diễn viên nổi tiếng Gustl Bayrhammer đóng vai đội trưởng. Các diễn viên nam mặc quân phục của  Quân đội Hoa Kỳ, nhưng nói tiếng Bavaria thông tục trong các vai diễn của mình.
Quá trình biên tập phim diễn ra nhanh chóng vì sát thời điểm tổ chức Liên hoan phim Berlin.

## Tranh cãi
Tại buổi chiếu ở LHP Berlin, thành viên ban giám khảo người Đức Manfred Durniok rời rạp chiếu phim trong khi hét lớn, sau đó bộ phim bị gián đoạn. Tại buổi chiếu, chủ tịch ban giám khảo, George Stevens đã yêu cầu Alfred Bauer - giám đốc LHP - rằng bộ phim phải bị loại khỏi cuộc thi ngay lập tức. Bauer trả lời rằng LHP Berlin là một liên hoan hạng A, điều đó có nghĩa là khi một bộ phim đã được chấp nhận sẽ không thể bị loại khỏi cuộc thi. Các đánh giá ngay lập tức trên báo chí về bộ phim  hầu hết là tích cực. Các tờ báo bảo thủ và tự do đều nêu bật sự sâu sắc và niềm đam mê của đạo diễn, cũng như sự khiêu khích chính trị, trong khi các ý kiến khác nhau về giá trị thẩm mỹ. Nhà phê bình phim Hans-Ulrich Pönack đã đánh giá mặt nghệ thuật của bộ phim là rất kém. Tuy nhiên, các vấn đề khác biệt chính trị đã được đặt lên hàng đầu trong các tranh chấp sau đó.
Trong Liên hoan phim Berlin năm 1970, ban giám khảo, đứng đầu bởi đạo diễn người Mĩ George Stevens, đã quyết định (sau khi bỏ phiếu  7–2  trong ban giám khảo) nhằm loại bỏ bộ phim khỏi cuộc thi,  biện minh cho quyết định của họ với trích dẫn một hướng dẫn của FIAPF (Hiệp hội các nhà sản xuất phim quốc tế) rằng: "Mọi liên hoan phim nên góp phần để sự hiểu biết giữa các quốc gia với nhau được tốt hơn". Sau khi vận động loại bỏ bộ phim không thành công, George đã từ chức giám khảo.
Phán quyết này dựa trên thực tế là bộ phim mô tả bốn lính Mỹ bắt cóc, hãm hiếp, đâm và bắn một phụ nữ Việt Nam cho đến chết. Người lính thứ năm trong đội từ chối tham gia vụ tấn công người phụ nữ và bản báo cáo của anh ấy với chỉ huy của mình bị chôn vùi trong đống hồ sơ. Stevens từng phục vụ trong Thế Chiến II và ông cho rằng bộ phim có tính bài  Hoa Kỳ.
Một thành viên giám khảo là Dušan Makavejev, phản đối biện pháp này, ông ủng hộ bộ phim, đạo diễn và nhà sản xuất. Verhoeven đã bảo vệ bộ phim của mình bằng cách tuyên bố như sau: "Tôi không hề làm một bộ phim chống Mỹ. Nếu tôi là người Mỹ, tôi thậm chí sẽ nói rằng bộ phim của mình là thân Mỹ. Phần lớn người dân Mỹ ngày nay đều phản đối chiến tranh Việt Nam".
Sau buổi chiếu của bộ phim, Rob Bauer nói dối với Verhoeven rằng George Stevens không hề phản đối bộ phim. Kể cả khi triệu tập một cuộc họp báo, ông Bauer vẫn tiếp tục nói dối, mặc dù Stevens đã rời đi và các giám khảo không thể thực hiện chức năng của mình. Lời nói dối sau đó bị đạo diễn Makavejev phanh phui, vị đạo diễn cũng rút khỏi cương vị ban giám khảo.
Các đạo diễn tham gia liên hoan đã tức giận rút lại phim của họ để phản đối, khi liên hoan phim đã diễn ra được một nửa chương trình. Ban giám khảo bị buộc tội kiểm duyệt và cuối cùng bị giải tán, do đó không có giải thưởng nào được trao và cuộc thi bị đình chỉ. Vụ bê bối này có ảnh hưởng lớn đến mức lúc bấy giờ người ta không rõ liệu lễ hội có tiếp tục diễn ra vào năm sau hay không, tuy nhiên những liên hoan phim những năm kế tiếp vẫn diễn ra bình thường. 

## Đón nhận
- Phim được Hội đồng kiểm duyệt FBW (Nay là: Deutsche Film- und Medienbewertung) đánh giá: Có giá trị[16][5]

| Năm  | Sự kiện                  | Giải thưởng                     | Đối tượng         | Kết quả   | Chú thích     |
| ---- | ------------------------ | ------------------------------- | ----------------- | --------- | ------------- |
| 1971 | Giải thưởng điện ảnh Đức | Kịch bản xuất sắc               | Michael Verhoeven | Đoạt giải | [ 17 ] [ 18 ] |
| 1971 | Giải thưởng điện ảnh Đức | Nữ diễn viên trẻ triển xuất sắc | Eva Mattes        | Đoạt giải | [ 17 ] [ 18 ] |
| 1971 | Giải thưởng điện ảnh Đức | Nam diễn viên phụ xuất sắc      | Gustl Bayrhammer  | Đề cử     | [ 17 ] [ 18 ] |